# Drets del col·lectiu LGBT a Ucraïna
Les persones del col·lectiu LGBT+ a Ucraïna s'enfronten a certs desafiaments legals i socials no experimentats per altres residents. Les relacions sexuals consensuals entre persones del mateix sexe van ser despenalitzades el 1991, no obstant això, la diversitat sexual fins i tot és un tema tabú en la societat ucraïnesa, la qual és majorment conservadora, per tant, fins i tot persisteix la violència, la discriminació i la persecució de les persones LGBT+ al país.

## Legislació i drets

### Despenalització de l'homosexualitat
L'homosexualitat masculina es penalitzava amb fins a cinc anys de presó, d'acord amb el codi penal de la Unió Soviètica (modificat el 1934). No obstant això, després del col·lapse de la Unió Soviètica el 1991, Ucraïna va promulgar el seu propi codi penal aquest mateix any, eliminant les antigues disposicions soviètiques que criminalitzaven l'homosexualitat, despenalitzant així les relacions sexuals consensuals entre persones del mateix sexe a Ucraïna. L'edat de consentiment sexual a Ucraïna és de 18 anys, sense importar l'orientació sexual. 

### No reconeixement de les parelles del mateix sexe
No existeix cap mena de reconeixement cap a les parelles conformades per persones del mateix sexe en forma de matrimoni o d'unió civil a Ucraïna, per tant, l'Estat ucraïnès tampoc reconeix a la família homoparental. A Ucraïna està prohibit constitucionalment el matrimoni entre persones del mateix sexe des de 1996.

### Lleis i mesures antidiscriminació

#### Protecció laboral

Bandera LGBT sobre el mapa d'Ucraïna.

Des de l'any 2015, l'estat d'Ucraïna compta amb una mesura legal en l'àmbit laboral la qual prohibeix la discriminació per motius d'orientació sexual i identitat de gènere, així com per ser VIH positiu.
Codi del Treball: L'article 2(1) del Codi del Treball Ucraïnès, el qual va ser modificat el 2015 per la Llei No.785-VIII, prohibeix la discriminació per motius d'orientació sexual i identitat de gènere en l'ocupació.
L'article 2(1) del Codi del Treball expressa el següent:
| «                            | Queda prohibida tota discriminació en l'àmbit del treball, en particular la violació del principi d'igualtat de drets i oportunitats, la restricció directa o indirecta dels drets dels empleats per motius de raça, color de pell, creences polítiques, religioses i altres tipus, gènere, identitat de gènere, orientació sexual, origen ètnic, social i estranger, edat, estat de salut, discapacitat, sospita o presència de VIH/SIDA, situació familiar i econòmica, responsabilitats familiars, lloc de residència, afiliació a un sindicat o una altra associació de ciutadans, participació en una vaga, apel·lació o intenció d'acudir a un tribunal o altres autoritats per protegir els seus drets o brindar suport a altres empleats en la protecció dels seus drets, notificació de possibles fets de corrupció o delictes relacionats amb la corrupció, altres violacions de la llei d'Ucraïna "Sobre la Prevenció de la Corrupció", així com l'assistència a una persona a la implem entació d'aquesta notificació, en l'idioma o altres motius no relacionats amb la naturalesa del treball o les condicions de l'exercici. | » |
| — Codi del Treball d'Ucraïna | |   |

### Lleis i mesures restrictives contra les persones LGTB
Restriccions a la llibertat d'expressió
El 2012, es van introduir a Ucraïna els projectes de llei 1155 i 0945 en un intent de "protegir" a les joventuts de “la propaganda sobre les relacions entre persones del mateix sexe”. No obstant això, tots dos projectes de llei no van arribar a l'etapa del debat parlamentari i van ser arxivats.

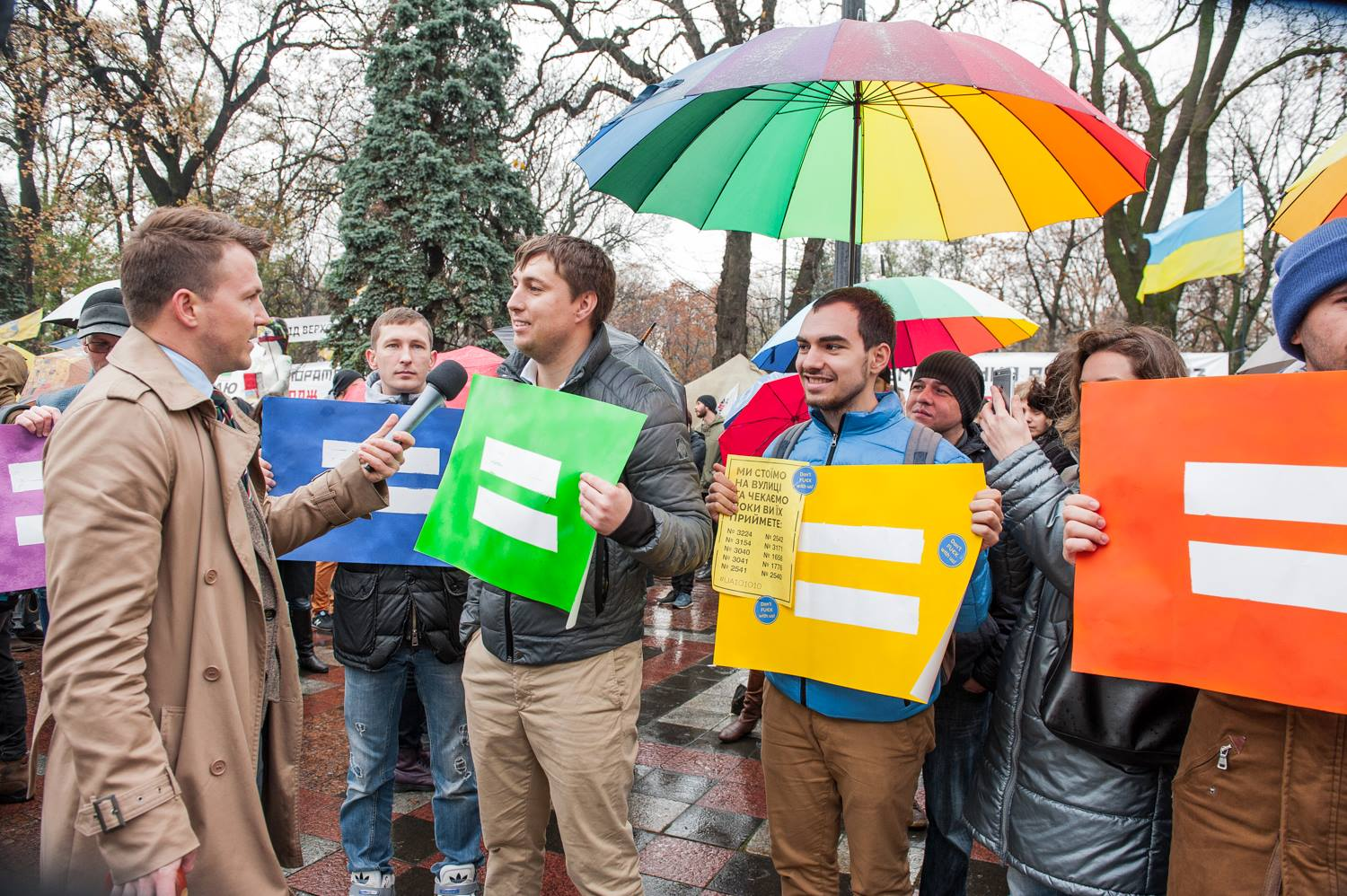
Acció en front de la Rda

El 2019, el Consell de la ciutat de Rivne, a Ucraïna occidental, va prohibir la celebració de manifestacions públiques LGBT. Es va introduir la decisió de prohibir la “propaganda de diversos tipus de comportament sexual desviat” a la ciutat de Rivne, incloent en forma de les denominades 'marxes de la igualtat', 'desfilades de l'orgull', 'festivals de la cultura queer', etc. El 2020, la Cort Administrativa del Districte de Rivne va declarar la prohibició il·legal i invàlida.
El 2020, dos diputats van introduir al Parlament el Projecte de Llei No. 3917, amb la finalitat de castigar la “propaganda del homosexualisme i el transgenerisme". Així mateix, el 2020 el Tribunal Administratiu Regional de Kíiv va declarar discriminatòria una resolució del Consell Regional de Txernivtsí que, igual que múltiples decisions emeses en tot el país, cridava el govern a "protegir la institució de la família" mitjançant la prohibició de les manifestacions LGBT i l'adopció de legislació sobre la "propaganda" LGBT.

### Absència de lleis sobre crims d'odi i incitació a l'odi
En l'actualitat, el Codi Penal ucraïnès no criminalitza de cap manera les amenaces, els crims d'odi o la incitació a l'odi si aquests fossin motivats per l'orientació sexual o la identitat i expressió de gènere, d'igual forma, tampoc es criminalitza el discurs d'odi.

## Servei militar
El servei militar per a homes és obligatori a Ucraïna. Segons la llei, l'homosexualitat no és motiu d'exempció de l'exèrcit. No obstant això, molts joves homosexuals tracten d'evitar ser cridats al servei militar perquè temen enfrontar agressions i altres dificultats. El 2018, Viktor Pylypenko, que va servir en l'àrea de Donbàs durant dos anys durant la guerra entre Rússia i Ucraïna, es va convertir en el primer soldat ucraïnès a declarar-se públicament gai. El 2019, diversos soldats homosexuals de l'exèrcit ucraïnès van participar en una exposició fotogràfica anomenada "Som aquí". El 2021, Pylypenko estava tractant d'organitzar una unitat especial a l'exèrcit ucraïnès per a soldats LGBT. El juliol de 2021, Pylypenko va declarar que hi havia 16 soldats obertament LGBT e l'exèrcit ucraïnès.